# Marquis
Marquis är en fetischtidning ägd, publicerad och fotograferad främst av Peter W. Czernich. Denna Tysklandsbaserade tidning täcker ett stort spektrum av ämnen inom hela fetischsubkulturen i världen. Tidningens namn åsyftar Marquis de Sade.
Czernichs ursprungliga tidskrift («O») började som en spin-off till den brittiska tidningen Skin Two, men fick snabbt ett eget liv.
1994 förlorade Czernich rättigheten att använda namnet <<O>> till förmån för Oprah Winfrey, varefter tidningen döptes om till Marquis. Sedan dess har tidningen givits ut mellan två och fyra gånger per år.
1996 startade tidningen Heavy Rubber och 2006 'Marquis Style som biprodukter till Marquis.
Även om tidningens namn är inspirerad av Marquis de Sades namn har tidningen lite att göra med vad som normalt klassificeras som sadism. Marquis är däremot specialiserad till Latex- och lackfetischism, med teman vilka inte sällan är sexiga kvinnor i catsuits, bondageutrustning och annat som hör till fetischisters fantasier.